# 新比爾奇齊
49°37′52″N 23°17′14″E / 49.63111°N 23.28722°E
新比爾奇齊（烏克蘭語：Нові Бірчиці），是烏克蘭西部的村莊，隸屬利維夫州的桑比爾區。該村始建於1720年，面積0.45平方公里，海拔高度272米，2001年人口61，人口密度每平方公里135.56人。